# Jovem Nerd
O Jovem Nerd é um blog brasileiro de humor e notícias, criado em 2002 por Alexandre Ottoni de Menezes e Deive Pazos Gerpe e adquirido pela Magazine Luiza em abril de 2021, que aborda temas sobre entretenimento, em especial, cinema, séries de televisão, ficção científica, quadrinhos, role-playing game e viagens. Foi o vencedor do MTV Video Music Brasil de melhor blog do ano, na edição de 2009. Sua atração mais conhecida é o NerdCast, podcast que já ganhou vários prêmios como o The BOBs, na categoria melhor podcast em 2007, e o Prêmio iBest, em 2008, numa eleição por votos dos usuários. Atualmente conta com mais de 730 episódios que variam dos mais diversos assuntos, abordando temas da atualidade; cinema, cotidiano, jogos, musica, política internacional, profissão, historia, viagens, moda entre outros. Em 2013, Alexandre e Deive foram apontados pela revista Época entre as cem pessoas mais influentes do Brasil no ano, e uma das 25 pessoas mais influentes da Internet.

## História
Inicialmente dedicado apenas a nerds conhecidos do criador da página, em outubro de 2009 era visitada mensalmente por meio milhão de internautas. Desde março de 2006, o "Nerdcast" é publicado às sextas-feiras. O podcast atualmente chega a 350 mil downloads por episódio na primeira semana do lançamento.
Em 2009, estreou o humorístico Zona de Spoilers, podcast em vídeo sobre cinema. O selo editorial NerdBooks, criado inicialmente para o lançamento do livro A Batalha do Apocalipse, do escritor Eduardo Spohr, tornou-se um grande sucesso, iniciando uma bem-sucedida carreira literária para Spohr. Em 2011, após ter vendido 100 mil exemplares pela Editora Record, Spohr lança uma nova saga, Filhos do Éden - Herdeiros de Atlântida, um novo livro ambientado no universo ficcional de A Batalha do Apocalipse e em 2013 ele lança o segundo volume de Filhos do Éden, Anjos da Morte.
No ano de 2011, pelo selo NerdBooks, Spohr, Ottoni e Pazos
lançam o livro Protocolo Bluehand: Alienígenas. No ano seguinte publicam o livro Protocolo Bluehand: Zumbis, escrito por Ottoni, Pazos e Fábio Yabu, este é mais um sucesso de vendas e da sua loja virtual Nerdstore. Em 2013 foi lançado o livro ilustrado Crônicas de Ghanor, que mostra a saga de RPG criada em NerdCast pelo Jovem Nerd, e em 2014 foi lançado o romance A Lenda de Ruff Ghanor escrito por Leonel Caldela, Ottoni e Pazos, que mostra a história do herói Ruff Ghanor que foi citado em uma saga de RPG criada no NerdCast.
Em 2012, no dia 7 de maio, lançam o novo site, criado em parceria com a VirtualNet, em comemoração aos 10 anos do site. No mesmo dia, lançam a versão "Lambda" (versão Beta) da rede social, SkyNerd. Essa versão estava aberta só para quem havia feito o pré-cadastro em 2011, e no dia 25 de maio, a Skynerd foi aberta oficialmente ao público.
Também em 2012, eles reativaram uma antiga produtora sua, a Amazing Pixel. Esta viria a ajudá-los na expansão do seu negócio através da criação de network no YouTube e também produzindo vídeos em parceria para outros canais.
Outros programas do site que são publicados em seu canal no YouTube são o NerdOffice, que abrange o cotidiano nerd, cinema, quadrinhos e os eventos nerds, este vai ao ar todas às quartas-feiras. O NerdNews lançado esporadicamente com noticias nerds, tanto no canal próprio do YouTube quanto no canal Jovem Nerd. O NerdCast Stories, lançado as sextas-feiras, que conta histórias já contadas em NerdCasts com auxílio de animações. Já o NerdPlayer, um programa sobre games sendo jogados por Alexandre e Deive é exibido nas segundas-feiras.
Em 2013 foram lançados dois conteúdos para o YouTube sob a produção da Amazing Pixel e animações do Estúdio 42, o Nerdologia que fala sobre o universo fictício de um modo científico. Este quadro é apresentado pelo biólogo e pesquisador Atila Iamarino. A outra atração foi a animação dublada por Guilherme Briggs, Toró de Miolo, que satiriza os livros, séries, filmes e quadrinhos da preferência nerd.
Em abril de 2021, o site foi comprado pela Magazine Luiza, o valor da compra não foi publicado. Os fundadores do Jovem Nerd informaram que há interesse na produção de novos conteúdos para os vendedores da plataforma do Magazine Luiza. Os conteúdos produzidos pelo Jovem Nerd (áudio, vídeo, texto e jogos), continuarão sendo publicados e produzidos com liberdade editorial. Os conteúdos da plataforma serão integrados ao aplicativo do Magazine Luiza visando ampliar o seu alcance e o aumento do tempo de uso do Magazine pelos clientes.

## NerdBooks
Os donos e administradores do site Jovem Nerd, Alexandre Ottoni e Deive Pazos, se uniram ao amigo de longa data Eduardo Spohr para criar o selo editorial NerdBooks em 2009. A ideia, desde o início, era possibilitar o lançamento do livro A Batalha do Apocalipse, escrito por Spohr entre os anos de 2003 e 2005.A NerdBooks tem recebido propostas de outros autores iniciantes, mas para os investidores é preciso avaliar e ver se existe potencial de vendas dentro do nicho deles. O empresário Alexandre Ottoni ressalta: “Pela NerdBooks tentamos mostrar uma porta aberta para novos autores conseguirem publicar seus livros, desde que achemos que vale a pena; estamos ainda no comecinho, mas sabemos que temos um grande negócio nas mãos”.

## Prêmios
| Ano  | Premiação                       | Categoria                                              | Trabalho               | Resultado | Ref.                |
| ---- | ------------------------------- | ------------------------------------------------------ | ---------------------- | --------- | ------------------- |
| 2007 | The BOBs                        | Melhor podcast - prêmio dos usuários                   | NerdCast               | Venceu    | [ 18 ] [ 19 ] [ 6 ] |
| 2013 | The BOBs                        | Melhor weblog em português (prêmio dos usuários)       | Jovem Nerd             | Venceu    | [ 20 ]              |
| 2008 | Prêmio Podcast                  | Melhor podcast do ano: Humor (júri técnico)            | NerdCast               | Venceu    | [ 21 ]              |
| 2008 | Prêmio Podcast                  | Melhor podcast do ano: Humor (voto popular)            | NerdCast               | Venceu    | [ 21 ]              |
| 2008 | Prêmio Podcast                  | Podcast mais votado                                    | NerdCast               | Venceu    | [ 21 ]              |
| 2008 | Prêmio iBest                    | Melhor podcast (pelo público)                          | NerdCast               | Venceu    | [ 7 ]               |
| 2008 | Prêmio iBest                    | Melhor blog de humor (pelo público)                    | Jovem Nerd             | Venceu    | [ 22 ]              |
| 2008 | Prêmio iBest                    | Melhor blog de notícias (pelo público)                 | Jovem Nerd             | Venceu    |                     |
| 2008 | Prêmio Info                     | Melhor blog                                            | Jovem Nerd             | Venceu    | [ 23 ]              |
| 2009 | Melhores da Websfera            | Podcast do ano                                         | NerdCast               | Venceu    | [ 24 ]              |
| 2010 | Melhores da Websfera            | Podcast do ano                                         | NerdCast               | Venceu    | [ 25 ]              |
| 2011 | Melhores da Websfera            | Podcast do ano                                         | NerdCast               | Venceu    | [ 26 ]              |
| 2011 | Melhores da Websfera            | Videocast do ano                                       | NerdOffice             | Venceu    | [ 26 ]              |
| 2012 | Melhores da Websfera            | Podcast hors concours                                  | NerdCast               | Venceu    | [ 27 ]              |
| 2012 | Melhores da Websfera            | Site do ano                                            | Jovem Nerd             | Venceu    | [ 28 ]              |
| 2012 | Melhores da Websfera            | Videocast do ano                                       | NerdOffice             | Indicado  | [ 28 ]              |
| 2009 | MTV Video Music Brasil          | Melhor blog do ano                                     | Jovem Nerd             | Venceu    | [ 29 ]              |
| 2013 | Shorty Awards                   | Melhor em mídias sociais do brasil                     | Jovem Nerd             | Indicado  | [ 30 ]              |
| 2013 | Shorty Awards                   | Melhor video blogger em mídia social                   | NerdOffice             | Indicado  | [ 30 ]              |
| 2013 | Shorty Awards                   | Melhor podcaster em mídias sociais                     | NerdCast               | 1º lugar  | [ 30 ]              |
| 2013 | Shorty Awards                   | Melhor estrela de comédia do YouTube nas redes sociais | Jovem Nerd             | 3º lugar  | [ 30 ]              |
| 2013 | Shorty Awards                   | Vox Populi - Brazil                                    | Jovem Nerd             | Venceu    | [ 30 ] [ 31 ]       |
| 2013 | Shorty Awards                   | Vox Populi - Podcaster                                 | Jovem Nerd             | Venceu    | [ 30 ] [ 32 ]       |
| 2016 | Prêmio Influenciadores Digitais | Melhor site de cultura e entretenimento (júri técnico) | Jovem Nerd             | Indicado  | [ 33 ]              |
| 2016 | Prêmio Influenciadores Digitais | Melhor site de cultura e entretenimento (voto popular) | Jovem Nerd             | Venceu    | [ 33 ]              |
| 2017 | Prêmio Influenciadores Digitais | Melhor site de cultura e entretenimento (voto popular) | Jovem Nerd             | Venceu    | [ 34 ]              |
| 2017 | Prêmio CanalTech                | Podcast geek do ano                                    | NerdCast               | Venceu    | [ 35 ]              |
| 2018 | Prêmio Influency.me             | Categoria: Gamers                                      | Jovem Nerd/ Nerdplayer | Venceu    | [ 36 ]              |